# 奥宮正哉
奥宮 正哉（おくみや まさや、1955年 - ） は、日本の建築学者。名古屋大学名誉教授。元空気調和・衛生工学会会長。

## 人物・経歴
愛知県名古屋市生まれ。1978年名古屋大学工学部建築学科卒業。1980年名古屋大学大学院修士課程修了。1983年名古屋大学大学院博士課程修了、博士、名古屋大学工学部助手。1987年中部大学講師。1990年中部大学助教授。1993年名古屋大学理工科学総合センター助教授。アメリカ国立標準技術研究所研究員を経て、2003年名古屋大学大学院環境学研究科教授。2015年名古屋大学総長補佐（施設整備担当）、施設・環境計画推進室長。2016年会長。2020年定年退職、名古屋大学名誉教授。中部地中熱利用促進協議会理事長など兼務。空気調和・衛生工学会振興賞技術振興賞、建築設備技術者協会カーボンニュートラル賞、愛知環境賞等受賞。